# Вільям Мортон Кехен
Вільям Мортон Кехен (англ. William Morton Kahan; 5 червня 1933 року, Торонто, Канада) — канадський вчений в області обчислювальної математики та теорії обчислювальних систем, лауреат премії Тьюрінга.
Нині Кехен є професором математики, інформатики та електротехніки при Каліфорнійському університеті в Берклі і працює над новим стандартом IEEE 754r.

## Біографія
Кехен навчався в Торонтському університеті, де отримав звання бакалавра (1954), магістра (1956) і доктора філософії (1958). До його досягнень слід віднести розробку стандарту IEEE 754, який
описує подання та операції над числами з плаваючою комою. Йому також належить авторство узагальнення цього стандарту, IEEE 854, який описує подання чисел в експоненціальному записі незалежно від основи.
Він розробив алгоритм для мінімізації похибки при додаванні чисел в поданні IEEE 754, який був названий на його честь.